# 程谨记
程谨记（英語：Chen Chin Hsieh Estate），是1914年至1929年期间，中华民国上海市的一个房地产公司。

## 沿革
随着第一次世界大战爆发，位于上海的洋行出现大批回潮，原沙遜洋行的买办程谨轩开始打理介入地产市场，并设立程谨记房产公司，主要经营里弄式住宅。程谨轩去世后，将地产生意交给次子程霖生、长孙程贻泽继承。后者出资规划城区城建，并以公司字号命名谨记路（今宛平南路）。1928年，因程氏做标金期货投机失败，其资产出现经营困难。1929年12月6日，上海银钱两业工会组成公益银团，处置程氏在程谨记等公司的资产。

## 后事
随着1932年一二八事变爆发，投资者对上海房市市场丧失信心，程霖生病故。1935年，程贻泽在维系不济的情况下，卖出全部地产抵债，退出上海市场。